# Pilar Brescia
María del Pilar Juana Iraida Brescia Álvarez (Lima, 15 dicembre 1958) è un'attrice peruviana.

## Biografia
Figlia di Angel Oswaldo Brescia Bossio y Juana Álvarez Gerbi crebbe a Tarma, successivamente con i genitori si trasferì a Pisco, per poi tornare a Lima quando lei aveva dieci anni.

## Carriera
Nel 1968, a soli 10 anni, iniziò la sua carriera televisiva presentando il programma per bambini Pilar, sus amiguitos y la moda.
Nel 1984 arriva la sua prima grande occasione, ovvero quella di interpretare il suo primo ruolo da protagonista in una telenovela, Pagine della vita, dove interpretò il ruolo di Maria del Pilar. L'anno successivo prese parte alla telenovela Un uomo due donne, dove interpretò il ruolo di Vittoria, e protagonista fu anche nella telenovela del 1994 Top secret.
Nel 2005 Pilar Brescia si è dedicata principalmente alla conduzione di programmi televisivi, come Como la vida misma, trasmessa da ATV.

## Vita privata
L'attrice si è sposata nel 1989 con il politico peruviano Ernesto Gamarra da cui ha avuto 3 figli Patricia, Luciana ed Ernesto.

## Filmografia

### Cinema
- Aventuras Prohibidas  (1980)
- El ataque de los pájaros  (1987)
- Dioses  (2009)
- F-27  (2014)

### Televisione
- La Pensión (1983)
- Un tal Judas (1984)
- Pagine della vita (1984-1985)
- Un uomo due donne (1986)
- Juzgado de instrucción (1987)
- Kiatari ,buscando la luna (1988)
- Il magnate (Miami) (1989)
- Regresa (1991)
- La Perricholi (1992)
- Top secret  (1994)
- La rica Vicky (1998)
- Estrellita  (2000)
- Sarita Colonia  (2001)
- Que buena raza  (2002)
- Mil oficios (2001 - 2003)
- Eva del Eden  (2004)
- La pre  (2008)
- La perricholi (2011)

## Teatrografia
- Aleluya, Aleluya
- El hombre de La Mancha
- Hijos de un dios menor
- El diluvio que viene
- Otelo
- Enséñame tu alcoba
- Entre mujeres
- Ha llegado un inspector
- Dos viejas van caminando
- La sagrada familia